# Heerlijkheid Forbach
Forbach was een heerlijkheid binnen het hertogdom Lotharingen.
In 1436 beleende de hertog van Lotharingen Arnold VII van Sirck, heer van Mouclair met de heerlijkheid Forbach.
Na de dood van Arnold in 1443 erfde zijn dochter Adelheid de heerlijkheid. Zij huwde graaf Hannemann van Leiningen-Dagsburg-Rixingen. De twee dochters uit dit huwelijk volgden hun moeder gezamenlijk op in de heerlijkheid:
- Elizabeth (overleden na 1477) huwde graaf Emich III van Dhaun-Falkenstein.
- Walpurga huwde Jan van Hohenfels-Reipoltskirchen.

## Het aandeel van Hohenfels
Het aandeel van Hohenfels bleef bij deze familie tot hun uitsterven in 1602. De hertog van Lotharingen beschouwde het als een teruggevallen leen. De bezitters van het andere aandeel, te weten Lodewijk I van Leiningen-Westerburg en Jan Jacobus II van Neu-Eberstein wisten echter een proces te winnen, waardoor dit aandeel bij hun deel werd gevoegd. In 1618 deelden deze twee bezitters de heerlijkheid, die zij tot dan als gemeenschappelijk bezit hadden bestuurd.

## Het aandeel van Dhaun
Elizabeth werd opgevolgd door haar zoon, Hannemann van Dhaun. Deze werd op zijn beurt opgevolgd door zijn dochter, Barbara van Dhaun-Oberstein (overleden 1546). Zij huwde tweemaal en nakomelingen uit beide huwelijken erfden een aandeel in de heerlijkheid. Haar echtgenoten waren:
- graaf Simon IX Wecker van Zweibrücken-Bitsch (overleden 1540)
- graaf Johan Jakob van Neu-Eberstein (overleden 1574)

Uit het eerste huwelijk erfde een dochter, Amalia van Zweibrücken-Lichtenberg en uit het tweede huwelijk de zoon Hauptrecht van Neu-Eberstein.
De familie Eberstein bleef in het bezit van een aandeel tot de dood van de laatste graaf in 1660, Casimir van Neu-Eberstein. Johan Lodewijk van Leiningen liet zich toen belenen door de hertog van Lotharingen. Postuum kreeg Casimir echter nog een dochter, Albertine Sophia van Neu-Eberstein. Deze maakte aanspraak op haar erfdeel en er volgden een serie processen. Albertine Sophia was gehuwd met hertog Frederik August van Württemberg-Neuenstadt. Al hun kinderen overleden op jonge leeftijd, zodat zij bij haar dood in 1728 geen opvolger had.
De rechten van Amalia van Zweibrücken-Lichtenberg gingen door vererving over op het huis Leiningen-Westerburg. In 1717 verkochten zij hun rechten met het recht van wederkoop aan de heer Henning, baron van Strahlenheim. De hertog van Lotharingen verhief de heerlijkheid Forbach ten gunste van hem op 13 augustus 1718 tot graafschap.
In 1751 maakten de erfgenamen van Leiningen-Westerburg, namelijk de huizen Leiningen-Guntersblum en Hessen-Homburg, gebruik van het recht tot terugkoop.